# 弓鳍鱼号潜艇
弓鳍鱼号潜艇 (SS/AGSS-287)美国海军的以弓鳍鱼命名的一艘柴油动力潜艇。它是巴劳鱵级潜艇中的一艘。自 1981 年以来，本艇一直作为潜艇博物馆和公园毗邻着亚利桑那号纪念馆一起在夏威夷珍珠港向公众开放。
本艇是该级潜艇的第三艘舰，于1942年7月23日，在缅因州基特里的朴茨茅斯海军造船厂铺设龙骨，并于同年的12月7日下水。在下水仪式上，海军上尉James Gawne 的妻子Jane Gawne 在仪式上进行了掷瓶礼。
弓鳍鱼号于1943年5月1日正式服役，艇长是海军中校Joseph H. Willingham 。

## 首航
弓鳍鱼号在装备完毕后，由罗得岛州的纽波特前往康涅狄格州的新伦敦，这里是她的首航训练基地。 1943年7月上旬，本艇经巴拿马运河横渡太平洋后到达澳大利亚进入太平洋战区。在布里斯班进行航后维修后于8月19日再次启航，其沿澳大利亚海岸线向西北航行然后抵达了达尔文。在那个港口加满油后，并于8月25日启航。这天早上她进行了第一次战斗巡逻。
9月2日弓鳍鱼号抵达棉兰老岛海域，在该水域航行了三个多星期的时间里，她没有遇到任何有价值的目标。9月24日，她与同样是巴劳级的喙鱼号会合开始进行协同行动。第二天，两艘潜艇发现一个由六艘船组成的护航船队并开始追踪。大约五个小时后，弓鳍鱼号终于找到了合适的攻击位置。然后她发射了她的六枚船首鱼雷，其中四枚的目标是一艘货船，另外两枚则目标尾随货轮的一艘运输船。三枚鱼类在第一艘船的侧面爆炸，而向运输船发射的两枚都击中了目标。接着潜艇立即转向，以尾部朝向护航队并清空她的艉部鱼类管，共四枚鱼雷朝舰队中的一艘油轮发射出去。之后，护航舰艇朝潜望镜射击的炮火，迫使弓鳍鱼下潜，因此阻止了船员观察最后一次齐射的战果，但他们听到鱼雷爆炸的声音。大约一个小时后，潜艇上升到潜望镜深度进行观察发现重达 8,120 吨的客运货船“雾岛丸”号正在慢慢下沉，目标油轮起火，而运输船似乎向船尾倾斜。不过，后两艘船显然能够支撑航行返回港口，战后对日本记录的研究证实了这两艘船并没有沉没。当天晚些时候，弓鳍鱼的船员们听到远处的爆炸声，并推断喙鱼号正在追船队的剩余船只。这一结论被证明是正确的，因为他们的姊妹船之后造成了两艘总重约 12,000 吨的日本船只的损害。尽管潜艇在夜间继续追击剩余的逃跑的敌舰，但被打得落花流水的日舰群最终还是在黑暗中溜走了。